# Финале Купа победника купова у фудбалу 1963.
Финале Купа победника купова 1963. одржано је на стадиону Де Кајп у Ротердаму 15. маја 1963. пред око 49.000 гледалаца. Утакмица је играна између Тотенхем хотспура и Атлетико Мадрида, а завршена је резултатом 5:1 за екипу Тотенхема. Тотенхем је победио захваљујући головима Џимија Гривса (2), Џона Вајта и Терија Дајсона (2). Победа Тотенхема учинила их је првим енглеским тимом који је освојио велики европски трофеј, али и другим британским тимом после Гленторана који је освојио Куп Беча 1914. године.

## Пут до финала
| Тотенхем хотспур  | Тотенхем хотспур | Тотенхем хотспур | Тотенхем хотспур |              | Атлетико Мадрид | Атлетико Мадрид | Атлетико Мадрид | Атлетико Мадрид |
| ----------------- | ---------------- | ---------------- | ---------------- | ------------ | --------------- | --------------- | --------------- | --------------- |
| Противник         | Ук. рез.         | 1. ута           | 2. ута           |              | Противник       | Ук. рез.        | 1. ута          | 2. ута          |
| Глазгов Ренџерс   | 8–4              | 5–2 (Д)          | 3–2 (Г)          | Прво коло    | Хибернијанс     | 5–0             | 4–0 (Д)         | 1–0 (Г)         |
| Слован Братислава | 6–2              | 0–2 (Г)          | 6–0 (Д)          | Четвртфинале | Ботев Пловдив   | 5–1             | 1–1 (Г)         | 4–0 (Д)         |
| ОФК Београд       | 5–2              | 2–1 (Г)          | 3–1 (Д)          | Полуфинале   | Нирнберг        | 3–2             | 1–2 (Г)         | 2–0 (Д)         |

## Утакмица

### Детаљи меча
| Тотенхем хотспур                            | 5–1      | Атлетико Мадрид  |
| ------------------------------------------- | -------- | ---------------- |
| Гривс 16’, 80’ · Вајт 35’ · Дајсон 67’, 85’ | Извештај | Кољар 47’ (пен.) |

| Тотенхем хотспур | Атлетико Мадрид |

| GK           | 1  | Бил Браун            |
| RB           | 2  | Питер Бејкер         |
| CB           | 5  | Морис Норман         |
| LB           | 3  | Рон Хенри            |
| CM           | 4  | Дани Бланчфлауер (к) |
| CM           | 6  | Тони Марчи           |
| AM           | 8  | Џон Вајт             |
| RW           | 7  | Клиф Џонс            |
| CF           | 10 | Џими Гривс           |
| CF           | 9  | Боби Смит            |
| LW           | 11 | Тери Дајсон          |
| Тренер:      |    |                      |
| Бил Николсон |    |                      |

| GK              | 1  | Едгардо Мадинабејтија |
| DF              | 2  | Фелисијано Ривиља     |
| DF              | 3  | Хозе Антонио Родригез |
| DF              | 4  | Рамиро                |
| DF              | 5  | Хорхе Грифа           |
| MF              | 6  | Хесус Гларија         |
| MF              | 7  | Мигел Хонес           |
| FW              | 8  | Аделардо Родригез     |
| FW              | 9  | Чузо                  |
| FW              | 10 | Мендоса               |
| FW              | 11 | Енрике Кољар (к)      |
| Тренер:         |    |                       |
| Сабино Баринага |    |                       |